# Eulachnesia amoena
Eulachnesia amoena är en skalbaggsart som beskrevs av Maria Helena M. Galileo och Martins 2005. Eulachnesia amoena ingår i släktet Eulachnesia och familjen långhorningar.
Artens utbredningsområde är:
- Costa Rica.
- Panama.

Inga underarter finns listade i Catalogue of Life.